# Dar Emtedade Shab
Dar emtedade Shab è un film del 1977 diretto da Parviz Sayyad.